# Sybil Temtchine
Sybil Temtchine (* 7. Juni 1970) ist eine US-amerikanische Schauspielerin.

## Leben
Temtchine debütierte im Kriminalfilm Unter Freunden aus dem Jahr 1993, welcher auf dem Sundance Film Festival und auf dem Deauville Film Festival Preisnominierungen erhielt. Im Filmdrama Nothing to Lose (1995) spielte sie neben Adrien Brody und Lisa Roberts Gillan eine der größeren Rollen; außerdem produzierte sie den Film mit. Die Komödie Nice Guys Sleep Alone (1999), in der sie eine der größeren Rollen spielte, wurde im Jahr 1999 mit dem Publikumspreis des Marco Island Film Festivals ausgezeichnet.
Im Filmdrama Body Shots (1999) übernahm Temtchine neben u. a. Sean Patrick Flanery, Jerry O’Connell, Amanda Peet und Tara Reid eine der acht Hauptrollen. Eine weitere Hauptrolle spielte sie in der Komödie Lip Service (2001). Bei der Komödie Piece a' Cake (2003) übernahm sie nicht nur die Hauptrolle, sondern wirkte auch als Drehbuchautorin und Produzentin. Eine weitere Hauptrolle folgte im Horrorfilm The Cavern – Abstieg ins Grauen aus dem Jahr 2005.

## Filmografie (Auswahl)
- 1993: Unter Freunden (Amongst Friends)
- 1995: Nothing to Lose
- 1997: Lesser Prophets
- 1998: Origin of the Species
- 1998: Restaurant
- 1998: Show & Tell
- 1999: Nice Guys Sleep Alone
- 1999: Freak Talks About Sex
- 1999: Body Shots
- 1999: Floating
- 2001: Lip Service
- 2002: Super süß und super sexy (The Sweetest Thing)
- 2003: Manhood
- 2003: Piece a' Cake (Kurzfilm)
- 2005: Kojak (Fernsehserie)
- 2005: The Cavern – Abstieg ins Grauen (WIthIN)
- 2006: Blindfolded (Kurzfilm)